# 김만일
김만일(金萬日, 1944년 ~ 1947년)은 조선민주주의인민공화국의 국가 주석이었던 김일성과 김정숙 사이에서 태어난 2남 1녀 중 차남이고, 김정일의 남동생이다. 본관은 전주. 본명인 김만일보다 소련식 이름인 "슈라(Шура, Shura)"로 불렸다고 한다. 김만일의 이름을 김수라(金受羅)로 기억하는 사람도 있다. 어릴 때 "유라(Юра, Yura)"라는 소련식 이름으로 불렸던 김정일을 매우 잘 따랐던 것으로 알려져 있다.
1947년 여름 평양시에 있는 김일성 관저에 있던 연못에서 김정일과 함께 놀다가 익사했다. 당시 4세였던 김만일의 죽음은 김정일이 여동생 김경희를 매우 아끼는 계기가 되었다.

## 김정일 동생 이름이 김평일(金平日)이었다는 주장
김정일의 동생 이름이 김만일 아닌 김평일(金平日)이라는 주장도 있다. 동북항일연군 제3로군 총사령이었고, 소련군 제88독립보병여단 부여단장이었던 이조린(李兆麟)의 아내 김정순(金貞順, 조선족)의 증언이다.
신동아 2000년 8월호

이조린(李兆麟)의 아내인 김정순(金貞順)은 김찬정과 한 인터뷰에서 이렇게 답하고 있다. “교도여단(제88여단)에서 5년 동안 살며 결혼한 여성대원들은 어린애들을 출산했습니다.

(생략) 김정숙도 김정일과 김평일(金平日) 형제를 출산했습니다. (생략) 평일은 김정숙 귀국 후 사고로 죽었습니다. 현재의 김일성 부인 김성애의 자식과는 다른 사람입니다. 왜 같은 이름을 붙였을까….”

평양에서 김일성의 이웃으로 살았으며, 비서실장이었던 홍순관(洪淳寬)은 다음과 같이 증언하고 있다. 

 “김정숙과 김일성 사이에는 그 때(해방 직후) 자식이 셋 있었다. 둘은 아들이었고 하나는 딸이었다.

(생략) 위의 아들은 유라라고 부르고, 다음 아들은 슈라였으며, 딸 이름은 무엇이었는지 생각나지 않는다.” 

김정일 남동생의 아명이 ‘슈라’였다는 것은 여러 증언에서 밝혀졌지만, 한국 이름이 ‘평일(平日)’이라는 것은 김정순의 증언뿐이다.

어쨌든 김정일의 남동생은 1944년 출생했다는데, 정확한 생년월일은 알려져 있지 않다. 러시아 이름 ‘알렉산드르’의 애칭이 슈라지만, ‘사샤’라고 불리는 경우도 있다.

## 김정일 동생 슈라는 한국식 이름이 없었다
흔히 일찍 죽은 김정일의 동생의 이름이 김만일(金萬日) 또는 김평일(金平日)이었다고 하나, 그는 소련에서 태어날 당시부터 슈라로 불렸으며, 일찍 죽었으므로 한국식 이름은 없었을 가능성이 크다.
해방 직후 김일성은 집에 고바야시 카즈코(小林和子) 등 2명의 일본인 여성을 하녀로 두었다. 고바야시는 일본으로 돌아와 1970년에 쓴 『나는 김일성 수상의 하녀였다 (私は金日成首相の小間使いだった)』라는 글에서 김일성의 두 아들 이름을 유라와 슈라로 칭하고 있다. 당시 이들에게는 한국식 이름이 없었다는 증거로 볼 수 있다.
6.25 전쟁 중인 1951년 3월 1일에 부산의 국제신보는 체포된 김일성의 전속 간호사 조옥희(趙玉姬)의 증언을 보도하는데, 김일성의 자녀로 11세된 아들 김유라와  5세인 딸 김경자가 있다고 하였다. 이로보아 김정일은 한국전 당시까지도 김유라로 불리고 있었으며, 동생 김경희의 처음 이름은 김경자일 가능성이 있다. 1951년까지도 김정일이 소련식 이름 유라로 불리고 있었다면 1947년에 죽은 동생도 죽을 때까지 한국식 이름 없이 슈라로 불렸을 것이다.
김정일은 1957년부터 1960년까지 남산고급중학교를 다녔는데, 동창생의 후일 증언에 의하면 당시 그의 이름은 '김유라'였다고 하며, 남산고급중학교를 졸업할 때인 1960년 7월에 처음으로 김정일(金正一)로 개명했다고 한다. 그 후 1980년 후계자로 결정될 때 다시 김정일(金正日)로 한자를 고쳤다.

## 김정일이 김만일을 죽였다는 주장
일각에서는 김만일이 김일성 관저 연못에서 놀고 있는데 김정일이 김만일의 등을 떠밀었고 그 때문에 김만일이 연못에 빠져 죽었다는 주장이 제기되었다. 같은 동생이라 하더라도 김경희는 여자였기 때문에 일단 후계선상에서 논외로 간주된 상태였기 때문에 아꼈고 반면 김만일은 남자였기 때문에 김일성의 후계자 계승을 놓고 경쟁해야 하므로 김정일이 김만일을 죽였다는 주장이 제기되기도 했다.
그러나 이 당시 김정일은 고작 7살에 불과했으며 김만일 역시 4살에 불과해 후계 문제를 고려할 정도의 나이가 되지 못하므로 근거없는 주장이다.

## 가계
|                           |                           |                           |                           |                           |                           |  |  |                           |                           |                           |                           | 김형직 金亨稷 1894 - 1926 | 김형직 金亨稷 1894 - 1926 | 김형직 金亨稷 1894 - 1926 | 김형직 金亨稷 1894 - 1926 | 김형직 金亨稷 1894 - 1926 | 김형직 金亨稷 1894 - 1926 |                      |                      |                      |                      |  |  |                           |                           |                           |                           |                           |                           |  |  |                      |                      |                      |                      | 강반석 康盤石 1892 - 1932 | 강반석 康盤石 1892 - 1932 | 강반석 康盤石 1892 - 1932 | 강반석 康盤石 1892 - 1932 | 강반석 康盤石 1892 - 1932 | 강반석 康盤石 1892 - 1932 |                      |                      |                      |                      |  |  |                           |                           |                           |                           |                           |                           |  |  |                  |                  |                  |                  |                         |                         |                         |                         |                         |                         |
|                           |                           |                           |                           |                           |                           |  |  |                           |                           |                           |                           | 김형직 金亨稷 1894 - 1926 | 김형직 金亨稷 1894 - 1926 | 김형직 金亨稷 1894 - 1926 | 김형직 金亨稷 1894 - 1926 | 김형직 金亨稷 1894 - 1926 | 김형직 金亨稷 1894 - 1926 |                      |                      |                      |                      |  |  |                           |                           |                           |                           |                           |                           |  |  |                      |                      |                      |                      | 강반석 康盤石 1892 - 1932 | 강반석 康盤石 1892 - 1932 | 강반석 康盤石 1892 - 1932 | 강반석 康盤石 1892 - 1932 | 강반석 康盤石 1892 - 1932 | 강반석 康盤石 1892 - 1932 |                      |                      |                      |                      |  |  |                           |                           |                           |                           |                           |                           |  |  |                  |                  |                  |                  |                         |                         |                         |                         |                         |                         |
|                           |                           |                           |                           |                           |                           |  |  |                           |                           |                           |                           |                           |                           |                           |                           |                           |                           |                      |                      |                      |                      |  |  |                           |                           |                           |                           |                           |                           |  |  |                      |                      |                      |                      |                           |                           |                           |                           |                           |                           |                      |                      |                      |                      |  |  |                           |                           |                           |                           |                           |                           |  |  |                  |                  |                  |                  |                         |                         |                         |                         |                         |                         |
|                           |                           |                           |                           |                           |                           |  |  |                           |                           |                           |                           |                           |                           |                           |                           |                           |                           |                      |                      |                      |                      |  |  |                           |                           |                           |                           |                           |                           |  |  |                      |                      |                      |                      |                           |                           |                           |                           |                           |                           |                      |                      |                      |                      |  |  |                           |                           |                           |                           |                           |                           |  |  |                  |                  |                  |                  |                         |                         |                         |                         |                         |                         |
|                           |                           |                           |                           |                           |                           |  |  |                           |                           |                           |                           | 김정숙 金正淑 1917 - 1949 | 김정숙 金正淑 1917 - 1949 | 김정숙 金正淑 1917 - 1949 | 김정숙 金正淑 1917 - 1949 | 김정숙 金正淑 1917 - 1949 | 김정숙 金正淑 1917 - 1949 |                      |                      |                      |                      |  |  | 김일성 金日成 1912 - 1994 | 김일성 金日成 1912 - 1994 | 김일성 金日成 1912 - 1994 | 김일성 金日成 1912 - 1994 | 김일성 金日成 1912 - 1994 | 김일성 金日成 1912 - 1994 |  |  |                      |                      |                      |                      | 김성애 金聖愛 1924 - 2014 | 김성애 金聖愛 1924 - 2014 | 김성애 金聖愛 1924 - 2014 | 김성애 金聖愛 1924 - 2014 | 김성애 金聖愛 1924 - 2014 | 김성애 金聖愛 1924 - 2014 |                      |                      |                      |                      |  |  |                           |                           |                           |                           |                           |                           |  |  |                  |                  |                  |                  | 제갈순복 諸葛순복 ? - ? | 제갈순복 諸葛순복 ? - ? | 제갈순복 諸葛순복 ? - ? | 제갈순복 諸葛순복 ? - ? | 제갈순복 諸葛순복 ? - ? | 제갈순복 諸葛순복 ? - ? |
|                           |                           |                           |                           |                           |                           |  |  |                           |                           |                           |                           | 김정숙 金正淑 1917 - 1949 | 김정숙 金正淑 1917 - 1949 | 김정숙 金正淑 1917 - 1949 | 김정숙 金正淑 1917 - 1949 | 김정숙 金正淑 1917 - 1949 | 김정숙 金正淑 1917 - 1949 |                      |                      |                      |                      |  |  | 김일성 金日成 1912 - 1994 | 김일성 金日成 1912 - 1994 | 김일성 金日成 1912 - 1994 | 김일성 金日成 1912 - 1994 | 김일성 金日成 1912 - 1994 | 김일성 金日成 1912 - 1994 |  |  |                      |                      |                      |                      | 김성애 金聖愛 1924 - 2014 | 김성애 金聖愛 1924 - 2014 | 김성애 金聖愛 1924 - 2014 | 김성애 金聖愛 1924 - 2014 | 김성애 金聖愛 1924 - 2014 | 김성애 金聖愛 1924 - 2014 |                      |                      |                      |                      |  |  |                           |                           |                           |                           |                           |                           |  |  |                  |                  |                  |                  | 제갈순복 諸葛순복 ? - ? | 제갈순복 諸葛순복 ? - ? | 제갈순복 諸葛순복 ? - ? | 제갈순복 諸葛순복 ? - ? | 제갈순복 諸葛순복 ? - ? | 제갈순복 諸葛순복 ? - ? |
|                           |                           |                           |                           |                           |                           |  |  |                           |                           |                           |                           |                           |                           |                           |                           |                           |                           |                      |                      |                      |                      |  |  |                           |                           |                           |                           |                           |                           |  |  |                      |                      |                      |                      |                           |                           |                           |                           |                           |                           |                      |                      |                      |                      |  |  |                           |                           |                           |                           |                           |                           |  |  |                  |                  |                  |                  |                         |                         |                         |                         |                         |                         |
|                           |                           |                           |                           |                           |                           |  |  |                           |                           |                           |                           |                           |                           |                           |                           |                           |                           |                      |                      |                      |                      |  |  |                           |                           |                           |                           |                           |                           |  |  |                      |                      |                      |                      |                           |                           |                           |                           |                           |                           |                      |                      |                      |                      |  |  |                           |                           |                           |                           |                           |                           |  |  |                  |                  |                  |                  |                         |                         |                         |                         |                         |                         |
| 김정일 金正日 1941 - 2011 | 김정일 金正日 1941 - 2011 | 김정일 金正日 1941 - 2011 | 김정일 金正日 1941 - 2011 | 김정일 金正日 1941 - 2011 | 김정일 金正日 1941 - 2011 |  |  | 김만일 金萬日 1944 - 1947 | 김만일 金萬日 1944 - 1947 | 김만일 金萬日 1944 - 1947 | 김만일 金萬日 1944 - 1947 | 김만일 金萬日 1944 - 1947 | 김만일 金萬日 1944 - 1947 |                           |                           | 김경희 金敬姬 1946 -      | 김경희 金敬姬 1946 -      | 김경희 金敬姬 1946 - | 김경희 金敬姬 1946 - | 김경희 金敬姬 1946 - | 김경희 金敬姬 1946 - |  |  | 김경숙 金敬淑 1951 -      | 김경숙 金敬淑 1951 -      | 김경숙 金敬淑 1951 -      | 김경숙 金敬淑 1951 -      | 김경숙 金敬淑 1951 -      | 김경숙 金敬淑 1951 -      |  |  | 김경진 金經進 1952 - | 김경진 金經進 1952 - | 김경진 金經進 1952 - | 김경진 金經進 1952 - | 김경진 金經進 1952 -      | 김경진 金經進 1952 -      |                           |                           | 김평일 金平日 1954 -      | 김평일 金平日 1954 -      | 김평일 金平日 1954 - | 김평일 金平日 1954 - | 김평일 金平日 1954 - | 김평일 金平日 1954 - |  |  | 김영일 金英日 1955 - 2000 | 김영일 金英日 1955 - 2000 | 김영일 金英日 1955 - 2000 | 김영일 金英日 1955 - 2000 | 김영일 金英日 1955 - 2000 | 김영일 金英日 1955 - 2000 |  |  | 김현 金現 1971 - | 김현 金現 1971 - | 김현 金現 1971 - | 김현 金現 1971 - | 김현 金現 1971 -        | 김현 金現 1971 -        |                         |                         |                         |                         |